# Morne des Pétrifications
Le morne des Pétrifications est un sommet d'origine volcanique situé sur la commune de Sainte-Anne en Martinique.

## Géologie
Le morne des Pétrifications était en activité au Miocène. C'est l'un des premiers volcans de l'île. Son volcanisme est de type basaltique. L'activité hydrothermale a ensuite provoqué la silicification de la forêt située en contrebas, formant des bois pétrifiés. Les noms de la savane des pétrifications et du morne résultent de la découverte de ces concrétions.

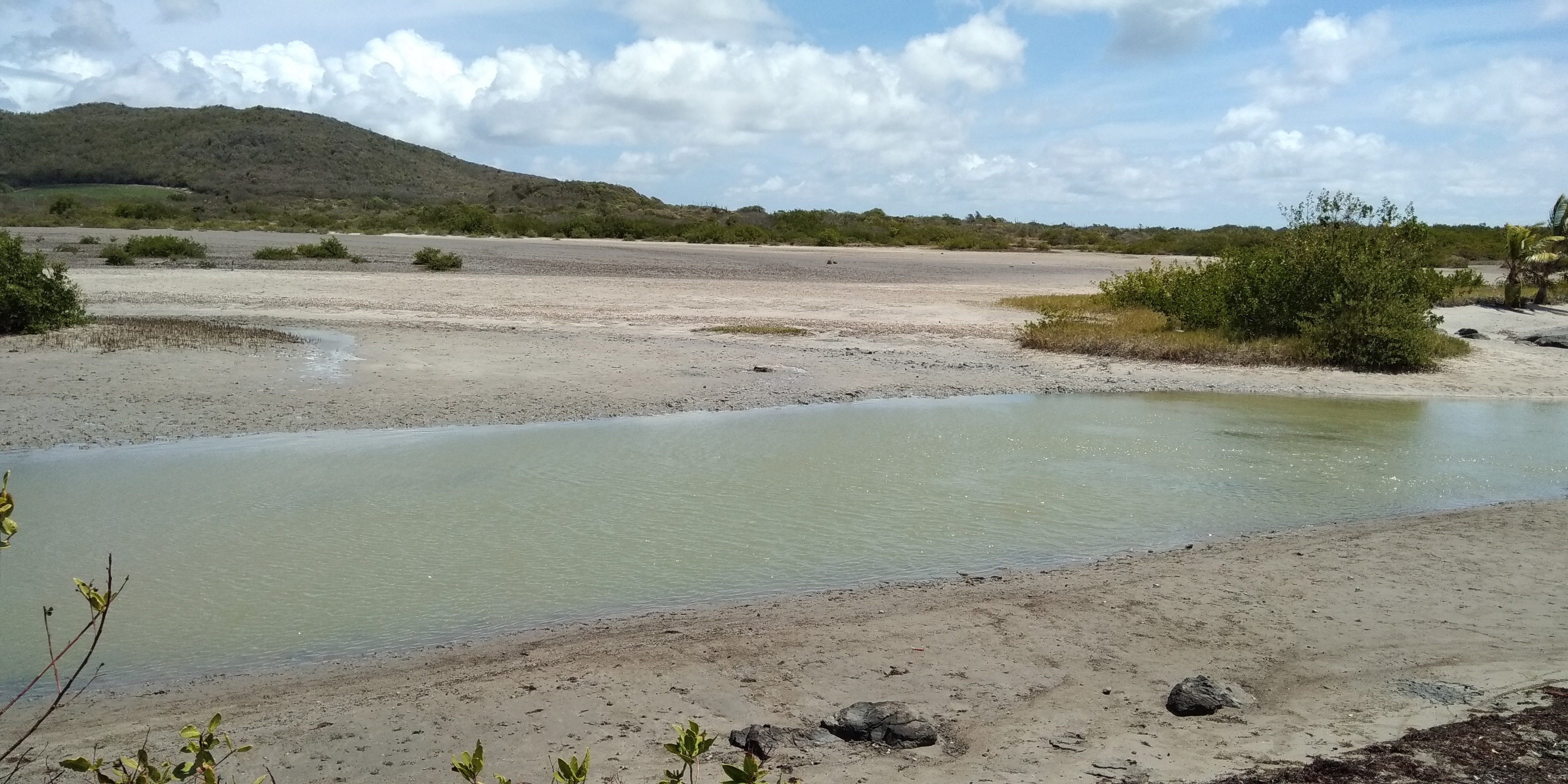
Vue du morne depuis l'étang des Salines.
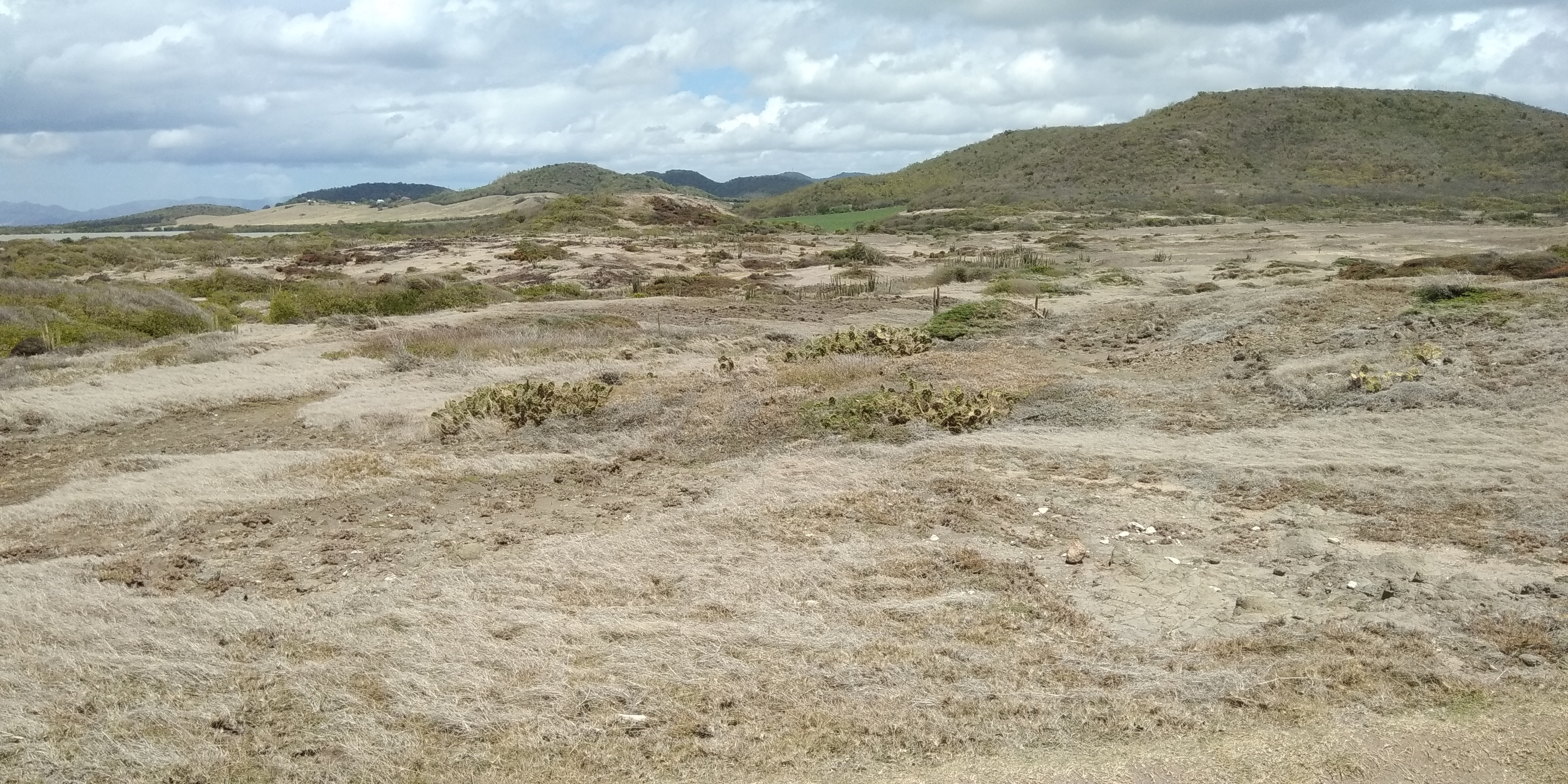
Savane au pied du morne des Pétrifications.
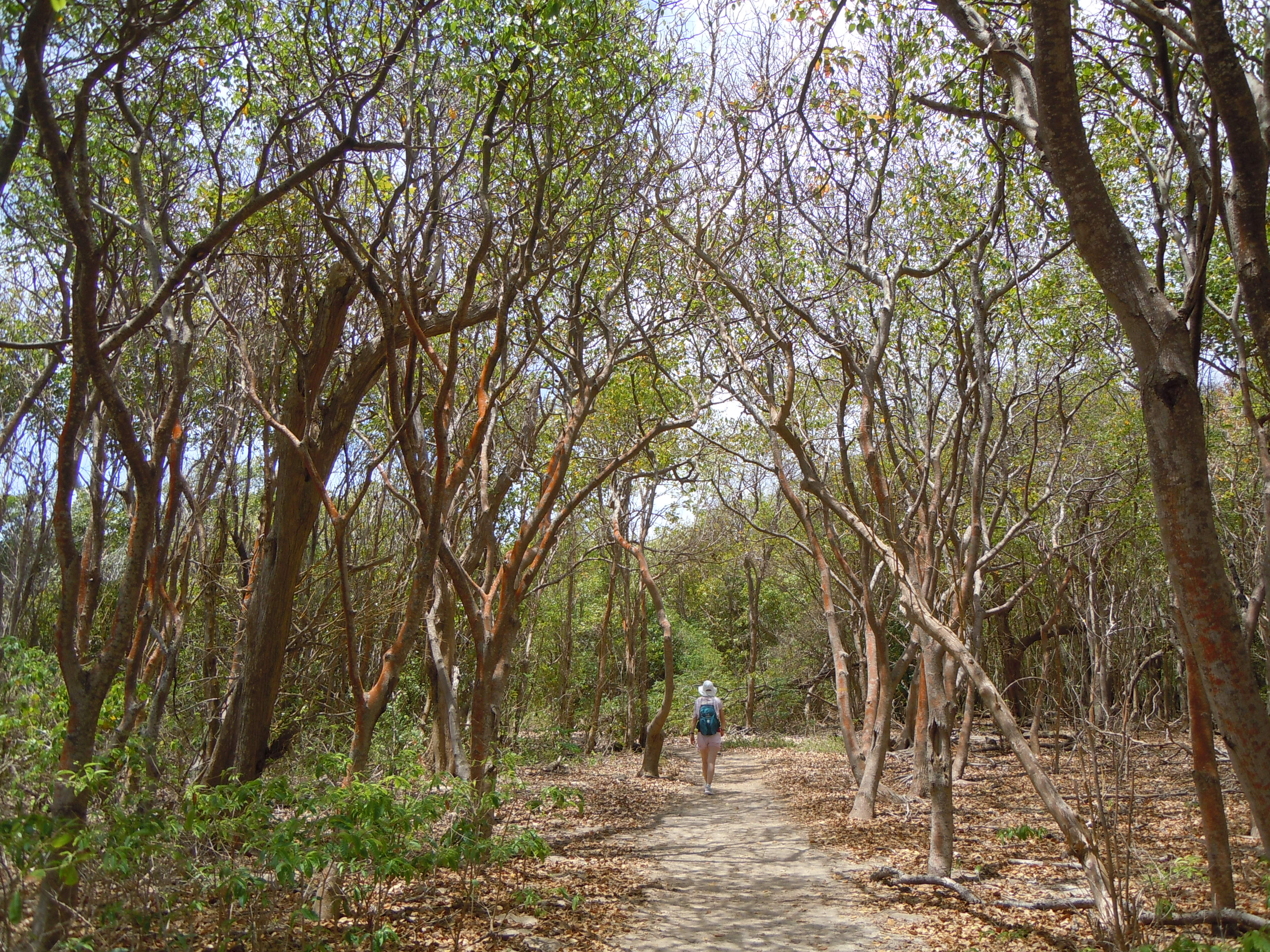
La forêt xérophile recouvre le morne.